# Terence Rattigan
Terence Rattigan (Londra, 10 giugno 1911 – Hamilton, 30 novembre 1977) è stato un commediografo e sceneggiatore britannico.
Molto popolare nella metà del Novecento, ha anche curato numerose sceneggiature cinematografiche, spesso tratte da suoi lavori teatrali, per le quali è stato candidato all'Oscar alla migliore sceneggiatura originale e per quella non originale nel 1953 e nel 1959.

## Opere teatrali
Tra i suoi lavori più noti si ricordano:
- French Without Tears - Scuola di perfezionamento (1936)
- While The Sun Shines - Mentre splende il Sole (1943)
- The Winslow Boy - Il cadetto Winslow (1946)[1][2], premiato con l'Ellen Terry Award a Londra e con il New York Film Critics Circle Awards
- Harlequinade - Arlecchinata (1948), trasmesso dalla Rai nel dicembre 1964 con Gianni Santuccio, Gianni Agus, Carla Bizzarri, adattamento e regia di Mario Lanfranchi
- The Browning Version - La versione Browning (1948)
- The Deep Blue Sea - Il profondo mare azzurro (1952)
- The Sleeping Prince - Il principe addormentato (1953)
- Separate Tables - Tavole separate (1954)
- Ross (1960), commedia biografica su Lawrence d'Arabia.
- A Bequest to the Nation - Lascito alla Nazione (postuma, 1978), commedia ispirata alla vita amorosa di Horatio Nelson.

## Filmografia (parziale)
- The Way to the Stars, regia di Anthony Asquith (1945)
- Brighton Rock, regia di John Boulting (1947)
- Addio Mr. Harris (The Browning Version), regia di Anthony Asquith (1951)
- Ali del futuro (The Sound Barrier), regia di David Lean (1952)
- Profondo come il mare (The Deep Blue Sea), regia di Anatole Litvak (1955)
- Il principe e la ballerina (The Prince and the Showgirl), regia di Laurence Olivier (1957)
- Tavole separate (Separate Tables), regia di Delbert Mann (1958)
- International Hotel (The V.I.P.s), regia di Anthony Asquith (1963)
- Una Rolls-Royce gialla (The Yellow Rolls-Royce), regia di Anthony Asquith (1964)
- Goodbye Mr. Chips, regia di Herbert Ross (1969)

## Riconoscimenti
- Premio Oscar
  - 1953 – Candidatura per la migliore sceneggiatura originale per Ali del futuro
  - 1959 – Candidatura per la migliore sceneggiatura non originale per Tavole separate
- Premi BAFTA
  - 1956 – Candidatura per la miglior sceneggiatura britannica per Profondo come il mare
  - 1958 – Candidatura per la miglior sceneggiatura britannica per Il principe e la ballerina